# Marathon van Antwerpen 2008
De marathon van Antwerpen van 2008 vond plaats op zondag 20 april 2008 in Antwerpen.
De marathon was een onderdeel van de Antwerp 10 Miles.

## Uitslagen

### Mannen
| rang   | naam                 | land | tijd    |
| ------ | -------------------- | ---- | ------- |
| Goud   | Elias Chebet         | KEN  | 2:17.54 |
| Zilver | Elias Chelanga       | KEN  | 2:18.53 |
| Brons  | Rik Ceulemans        | BEL  | 2:19.18 |
| 4      | Eric Gerome          | BEL  | 2:20.01 |
| 5      | Stefan Van Den Broek | BEL  | 2:20.42 |

### Vrouwen
| rang | naam          | land | tijd    |
| ---- | ------------- | ---- | ------- |
| Goud | Anja Smolders | BEL  | 2:43.15 |

1980 ·
1981 ·
1982 ·
1983 ·
1984 ·
1985 ·
1986 ·
1987 ·
1988 ·
1989 ·
1990 ·
1991 ·
1992 ·
1993 ·
1994 ·
1995 ·
1996 ·
1997 ·
1998 ·
1999 ·
2000 ·
2001 ·
2002 ·
2003 ·
2004 ·
2005 ·
2006 ·
2007 ·
2008 ·
2009 ·
2010 ·
2011 · 
2012 ·
2013 ·
2014 ·
2015 ·
2016 ·
2017 ·
2018 ·
2019 ·
2020 ·
2021 ·
2022 ·
2023